# Füzérkomlós
Füzérkomlós ist eine Gemeinde im Komitat Borsod-Abaúj-Zemplén.

## Geografische Lage
Füzérkomlós liegt im Norden Ungarns, 90 Kilometer vom Komitatssitz Miskolc entfernt.
Nachbargemeinden sind Füzér 5 km, Hollóháza 6 km, Nyíri und Pusztafalu 6 km.
Die nächste Stadt Sátoraljaújhely ist 22 km von Füzérkomlós entfernt.
|  |  |